# Armando Nieves
Armando José Nieves Vargas (ur. 14 listopada 1989 w Barranquilli) – kolumbijski piłkarz występujący na pozycji środkowego obrońcy.

## Kariera klubowa
Nieves pochodzi z Barranquilli i jest wychowankiem tamtejszego klubu Atlético Junior, w którym rozpoczynał treningi jako szesnastolatek. Zanim został włączony do seniorskiej drużyny, udał się na wypożyczenie do Barranquilla FC – drugoligowej filii swojego zespołu, gdzie występował przez kolejne dwa lata bez większych sukcesów. W styczniu 2011 powrócił do Junior, w którego barwach 23 kwietnia 2011 w zremisowanym 0:0 spotkaniu z Cúcuta Deportivo zadebiutował w Categoría Primera A. Premierowego gola w najwyższej klasie rozgrywkowej strzelił natomiast 22 września tego samego roku w wygranej 3:0 konfrontacji z La Equidad. W jesiennym sezonie Finalización 2011 wywalczył z Junior tytuł mistrza Kolumbii, jednak pozostawał głębokim rezerwowym ekipy prowadzonej przez José Eugenio Hernándeza, nie potrafiąc wygrać rywalizacji o miejsce na pozycji stopera z Anselmo de Almeidą i Andrésem Gonzálezem. Bezpośrednio po tym sukcesie udał się na wypożyczenie do meksykańskiego drugoligowca Tiburones Rojos de Veracruz, gdzie jako rezerwowy spędził pół roku, nie odnosząc żadnych osiągnięć.
Po powrocie do Junior, w 2012 roku, Nieves zajął ze swoją drużyną drugie miejsce w krajowym superpucharze – Superliga de Colombia, jednak wciąż sporadycznie pojawiał się na ligowych boiskach, wobec czego w połowie 2013 roku powrócił do występującego w drugiej lidze Barranquilla FC. Po upływie sześciu miesięcy odszedł do innego drugoligowca, zespołu América de Cali, gdzie również spędził pół roku, w roli rezerwowego docierając do finału rozgrywek Categoría Primera B w wiosennym sezonie Apertura 2014. W lipcu 2014 podpisał dwuletni kontrakt z Piastem Gliwice.
| Sezon     | Klub                        | Kraj     | Rozgrywki       | Mecze | Bramki |
| --------- | --------------------------- | -------- | --------------- | ----- | ------ |
| 2009      | Barranquilla FC             | Kolumbia | Torneo Postobón |       |        |
| 2010      | Barranquilla FC             | Kolumbia | Torneo Postobón |       |        |
| 2011      | Atlético Junior             | Kolumbia | Liga Postobón   | 7     | 1      |
| 2011/2012 | Tiburones Rojos de Veracruz | Meksyk   | Ascenso MX      | 3     | 0      |
| 2012      | Atlético Junior             | Kolumbia | Liga Postobón   | 7     | 0      |
| 2013      | Atlético Junior             | Kolumbia | Liga Postobón   | 5     | 0      |
| 2013      | Barranquilla FC             | Kolumbia | Torneo Postobón | 9     | 0      |
| 2014      | América Cali                | Kolumbia | Torneo Postobón | 5     | 0      |
| 2014/2015 | Piast Gliwice               | Polska   | Ekstraklasa     |       |        |